# Exostema spinosum
Exostema spinosum är en måreväxtart som först beskrevs av Le Vavass., och fick sitt nu gällande namn av Carl Karl Wilhelm Leopold Krug och Ignatz Urban. Exostema spinosum ingår i släktet Exostema och familjen måreväxter.

## Underarter
Arten delas in i följande underarter:
- E. s. spinosum
- E. s. tortuense